# Sarcophaga kappa
Sarcophaga kappa är en tvåvingeart som beskrevs av Johnston och Tiegs 1921. Sarcophaga kappa ingår i släktet Sarcophaga och familjen köttflugor. Inga underarter finns listade i Catalogue of Life.